# Saint-Antoine-de-Ficalba
Saint-Antoine-de-Ficalba település Franciaországban, Lot-et-Garonne megyében. Lakosainak száma 714 fő (2022. január 1.). Saint-Antoine-de-Ficalba Monbalen, Castella, Hautefage-la-Tour, Pujols és Sainte-Colombe-de-Villeneuve községekkel határos.

## Népesség
A település népessége az elmúlt években az alábbi módon változott:
| Lakosok száma | 400  | 527  | 534  | 622  | 698  | 714  | 722  | 717  | 715  | 714  |
|               | 1968 | 1982 | 1990 | 2006 | 2013 | 2015 | 2017 | 2019 | 2020 | 2022 |